# Marché de Pike Place

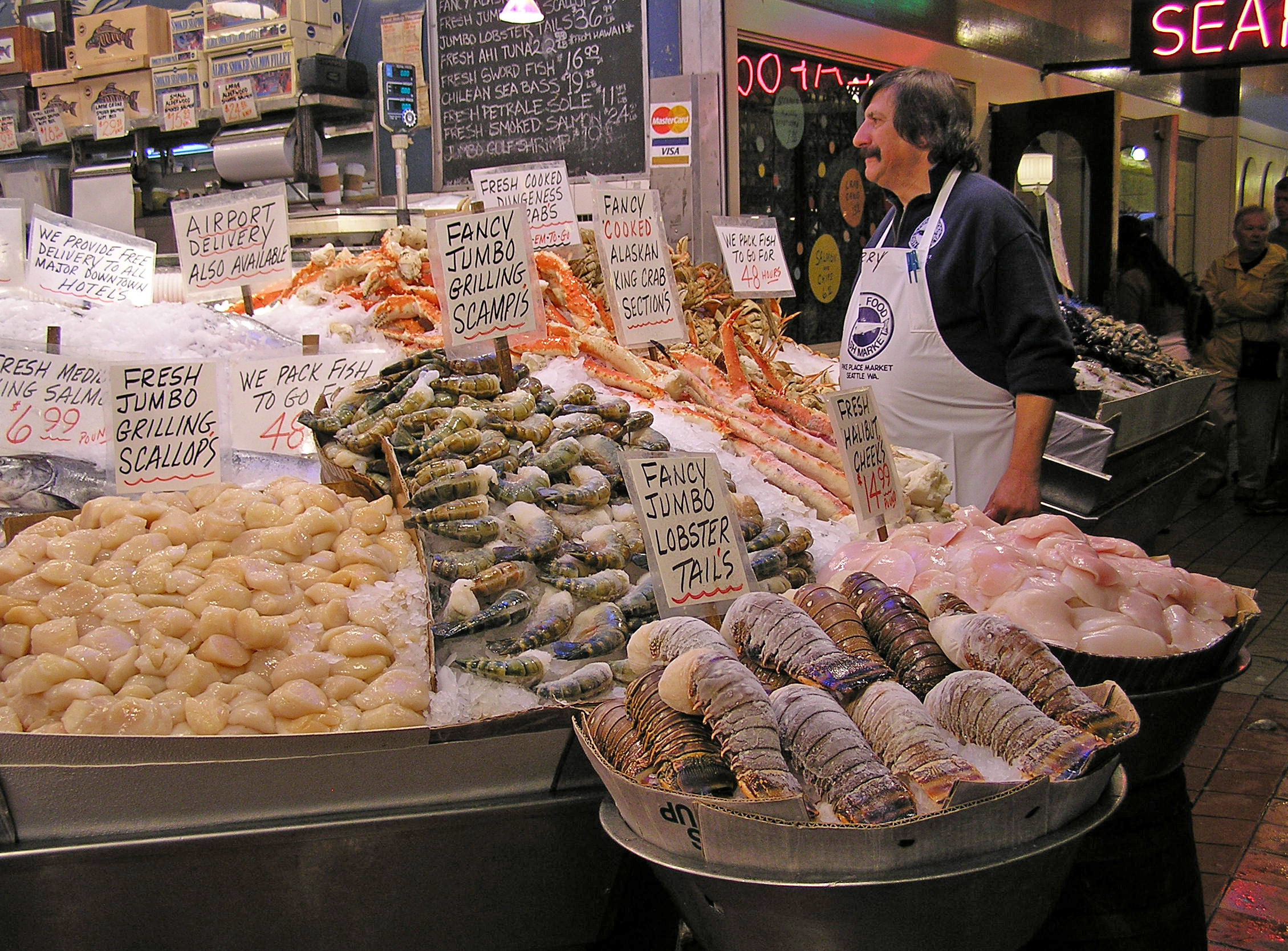
Un poissonnier sur le marché de Pike Place.

Le marché de Pike Place est un marché public longeant la rive d'Elliott Bay à Seattle, aux États-Unis. 
Le marché est présent depuis le 17 août 1907, date de sa première ouverture, et est l'un des plus anciens marchés de producteurs aux États-Unis. Il est le lieu de commerce de nombreux petits producteurs, artisans et commerçants. Il comprend notamment un marché aux poissons.
Tirant son nom de la rue de Pike Street, il est l'un des lieux touristiques les plus incontournables de la ville.